# Condado de McPherson (Kansas)
O Condado de McPherson é um dos 105 condados do estado americano de Kansas. A sede do condado é McPherson, e sua maior cidade é McPherson. O condado possui uma área de 2 334 km² (dos quais 4 km² estão cobertos por água), uma população de 29,554 habitantes, e uma densidade populacional de 13 hab/km² (segundo o censo nacional de 2000). O condado foi fundado em 26 de fevereiro de 1867.